# Justo Martínez González
Justo Martínez González (6 de diciembre de 1932- 14 de septiembre del 2012) fue un actor y titiritero mexicano, conocido por su rol como el capataz Melesio en la telenovela El manantial.

## Biografía
Justo Martínez nació en Zacatlán de la Manzanas, Puebla, en 1932. Su carrera actoral abarcaba también en el mundo de los títeres, animando a los personajes de Pancho y Abelardo de Plaza Sésamo.

## Filmografía

### Películas
- El Acorazado
- Purgatorio
- Zapata, el sueño del héroe - Porfirio Díaz
- El violín
- Bandidas - banquero
- Un mundo maravilloso
- Cómo no te voy a querer
- De la calle
- Paso del norte
- Por si no te vuelvo a ver
- Contigo en la distancia

### Telenovelas
- Mundo de Juguete
- Aventura
- Alguna vez tendremos alas
- El manantial - Melesio Osuna
- Alborada - Fray Álvaro D'Acosta
- Cuidado con el ángel - Cosme